# Neobaris duplicata
Neobaris duplicata är en skalbaggsart som beskrevs av Desbrochers, J. 1892. Neobaris duplicata ingår i släktet Neobaris, och familjen vivlar. Inga underarter finns listade i Catalogue of Life.